# Phyllanthus quintuplinervis
Phyllanthus quintuplinervis är en emblikaväxtart som beskrevs av Maurice Schmid. Phyllanthus quintuplinervis ingår i släktet Phyllanthus och familjen emblikaväxter.

## Underarter
Arten delas in i följande underarter:
- P. q. meoriensis
- P. q. quintuplinervis